# Hassan Zemmouri
Pour les articles homonymes, voir Zemmouri.
Hassan Zemmouri, né en 1930 à Tedders, près de Tiddas (Maroc), est un homme politique marocain.
Il a notamment été nommé ministre de l’Agriculture le 27 mai 1960, dans le gouvernement Mohammed V, et le 20 novembre 1972, ministre de l’Urbanisme, de l’Habitat et de l’Environnement dans le gouvernement Ahmed Osman.
Ancien de l'ENA, directeur de cabinet du préfet de Quimper où il géra un ouvrage sur la gestion du Finistère. 
L'ancien collégien d'Azrou est retourné au Maroc en 1957 pour occuper un poste de Ministre du travail. Puis au ministère du travail et des affaires administratives où il a été l'artisan du découpage communal au Maroc qui a servi de base aux premières élections communales en 1960.  